# Sergio Zardini
Sergio Zardini (* 22. November 1931 in Turin; † 21. Februar 1966 in Lake Placid, Vereinigte Staaten) war ein italienisch-kanadischer Bobfahrer.

## Karriere
Zardini gewann in den 1950er und 1960er Jahren 10 Medaillen bei Weltmeisterschaften im Bobfahren (davon eine Goldmedaille). Bei seiner einzigen Olympiateilnahme bei den Winterspielen 1964 in Innsbruck gewann er im Zweierbob-Wettbewerb mit seinem Anschieber Romano Bonagura die Silbermedaille. Im Viererbob-Wettbewerb landete Zardini auf dem vierten Platz. Nach den Spielen wanderte er nach Saint Sauveur in der kanadischen Provinz Québec aus. Fortan startete er als Kanadier und wurde 1966 im Zweierbob mit Peter Kirby Nordamerikanischer Meister. Ein paar Wochen später verlor Zardini bei einem Rennen auf der Olympia-Bobbahn Mount Van Hoevenberg in den „Zick-Zack-Kurven“ die Kontrolle über seinen Bob, schlug mit dem Kopf gegen eine Bande und verstarb an der Unfallstelle.